# Тоёкава
Тоёкава (яп. 豊川市 Тоёкава-си) — город в Японии, расположенный в юго-восточной части префектуры Айти на берегу нижнего течения реки Тоё. Основан 1 мая 1969 года путём объединения посёлков Тоёкава, Усикубо, Кокуфу и села Явата уезда Хои. Площадь города составляет 160,79 км², население — 181 134 человека (1 июня 2014), плотность населения — 1126,53 чел./км². Город является центром машиностроения (в том числе оптической отрасли) и деревообработки.